# جنز دوو
جنز دوو (انگلیسی: Jens Dowe؛ زادهٔ ۱ ژوئن ۱۹۶۸) بازیکن فوتبال اهل آلمان است.
از باشگاه‌هایی که در آن بازی کرده‌است می‌توان به باشگاه فوتبال هولشتاین کیل، باشگاه فوتبال ولورهمپتون واندررز، باشگاه فوتبال هامبورگ، باشگاه فوتبال اشتورم گراتس، باشگاه فوتبال مونیخ ۱۸۶۰، باشگاه فوتبال راپید وین، و باشگاه فوتبال هانزا روستوک اشاره کرد.